# Бочни зуби
Бочни зуби (лат. dentes posteriores s. transcanini s. postcanini) представљају калцификоване органе у вилицама сисара, и у сталној дентицији обухватају двије класе зуба:
- преткутњаке (премоларе) и
- кутњаке (моларе).

Код предака данашњих сисара ('лат. therapsida) у свакој половини вилице првобитно су постојала 4 премолара и 3 молара, што се данас налази нпр. код свиње. Међутим, током еволуције овај број је код неколицине сисара редукован, тако да код неких врста премолари потпуно недостају. Са друге стране, код биљоједа је често увећан број бочних зуба што је условљењо начином њихове исхране.

## Преткутњаци
Класа преткутњака (лат. dentes praemolares) је код човјека карактеристична само за сталну дентицију и то су зуби који замјењују млијечне моларе у денталном луку, између 10. и 12. године живота.
Постоји укупно осам преткутњака, по два у сваком квадранту хуманог зубика:
- први горњи преткутњак - dens praemolaris primus superior dexter et sinister;
- други горњи преткутњак - dens praemolaris secundus superior dexter et sinister;
- први доњи преткутњак - dens praemolaris primus inferior dexter et sinister;
- други доњи преткутњак - dens praemolaris secundus inferior dexter et sinister.

То су четврти и пети зуб од сагиталне медијалне линије. На основу положаја у зубном луку, а такође и са морфолошког и функционалног аспекта, они се означавају као средњи (интермедијални) и прелазни зуби, између класа очњака и кутњака.
Са вестибуларне стране они личе на очњаке и допуњују их у функцији (кидање хране), али захваљујући присуству гризне површине активно подржавају и моларе у мљевењу хране током мастикације. Осим тога, значајни су и са становишта естетике и стабилности оклузије.

## Кутњаци
Стални кутњаци (лат. dentes molares) су највећи зуби у устима и истовремено су највише постериорно лоцирани. Име им потиче од латинске ријечи molaris, што значи млински камен. Они нису супституенти (замјенски зуби), јер избијају иза млијечних зуба и од њих преузимају доминантну улогу у формирању оклузалних односа хумане дентиције. Код човјека обично има дванаест сталних молара, по три у сваком квадранту, а означавају се као први, други и трећи стални кутњак.
Класи молара припадају:
- први горњи кутњак – dens molaris primus superior dexter et sinister;
- други горњи кутњак - dens molaris secundus superior dexter et sinister;
- трећи горњи кутњак (умњак) - dens molaris tercius superior s. sapientiae dexter et sinister;
- први доњи кутњак – dens molaris primus inferior dexter et sinister;
- други горњи кутњак - dens molaris secundus inferior dexter et sinister;
- трећи горњи кутњак (умњак) - dens molaris tercius inferior s. sapientiae dexter et sinister.

Пространа оклузална површина, јака коријенска подршка и однос према виличном зглобу, чине класу молара идеално прикладном за функцију мљевења хране. Они имају и естетску и фонетску улогу, а такође подупиру и вертикалну димензију лица и структуре темпоромандибуларног зглоба.